# Escrennes
Escrennes is een gemeente in het Franse departement Loiret (regio Centre-Val de Loire) en telt 650 inwoners (1999). De plaats maakt deel uit van het arrondissement Pithiviers.

## Geografie
De oppervlakte van Escrennes bedraagt 11,6 km², de bevolkingsdichtheid is 56,0 inwoners per km².
De onderstaande kaart toont de ligging van Escrennes met de belangrijkste infrastructuur en aangrenzende gemeenten.

## Demografie
Onderstaande figuur toont het verloop van het inwonertal (bron: INSEE-tellingen).